# James Steele

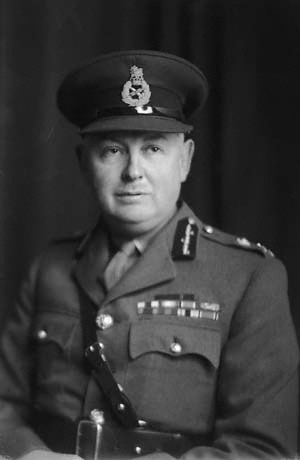
James Stuart Steele

Sir James Stuart Steele GCB, KBE, DSO, MC (* 26. Oktober 1894 in Ballycarry, County Antrim; † 24. Juli 1975) war ein Britischer General.

## Frühes Leben bis Zwischenkriegszeit
Steele besuchte die Royal Belfast Academical Institution und studierte dann an der Queen’s University Belfast. Er wurde im Ersten Weltkrieg am 26. September 1914 als temporary Second Lieutenant zu den Royal Ulster Rifles einberufen und dem 7. Battalion zugewiesen. Er diente an der Westfront von 1915 bis 1917 und kämpfte bei Messines, Somme und bei Passchendaele. Im Juni 1916 wurde er regulärer Offizier und erhielt im August 1917 das Military Cross. Den Rest des Krieges diente er in Britisch-Indien.
Steele bleib bei der Armee und besuchte von 1930 bis 1931 das Staff College (Generalstabsakademie) in Camberley zusammen mit u. a. William Gott und Miles Dempsey. Am 1. Juli 1936 wurde er als brevet Lieutenant Colonel (Titular Oberstleutnant) den Sherwood Foresters zugeteilt. Am 14. Oktober 1937 wurde er Lieutenant Colonel und war von 1937 bis 1939 Kommandant des 1. Battalions dieser Einheit. Das Battalion wurde 1937 in Jamaica und 1939 während des Arabischen Aufstands in Palästina eingesetzt. Nach England zurückgekehrt wurde er am 27. Juni 1939 zum Colonel (Oberst) befördert und diente als Assistant Adjutant-General im War Office.

## Zweiter Weltkrieg
Im Juli 1939 wurde Steele der Mobilmachungs-Abteilung im War Office zugeteilt. Am 8. November 1939 zum Brigadier befördert übernahm er das Kommando der 132. Infanterie-Brigade. Er kämpfte dann 1940 in Frankreich und Belgien und erhielt das Distinguished Service Order (DSO) für die Kämpfe an der Schelde und in der Schlacht von Dünkirchen.
Am 15. Februar 1941 wurde er im Rang eines Major General General Officer Commanding (GOC) der 59. (Staffordshire) Infanterie-Division, einer Territorialarmee-Formation. Am 15. Februar 1942 wurde er temporary Major-General. Ab 8. April 1942 acting Lieutenant-general kommandierte er das II. Corps bis September. Dann wurde er 1942 Deputy Chief of Staff für das Middle East Command.
Nach England zurückgekehrt wurde er 1943 Director of Staff Duties (Leiter des Amtes für Stabsausbildung) im War Office und bekam am 14. Oktober 1943 den Companion of the Order of the Bath (CB) verliehen. Am 20. September 1944 wurde er zum Major-General befördert (mit Wirksamkeit vom 4. Januar 1944).

## Nach 1945
Steele wurde 1946 Lieutenant-General (Generalleutnant) und war von März 1946 bis Oktober 1947 Commander-in-Chief (Oberkommandierender) der British Forces und High Commissioner in Österreich. In dieser Funktion unterzeichnete er einen Vertrag mit Tito. 1947 zum General befördert war er 1947 bis zum Ausscheiden aus der Armee 1950 Adjutant-General to the Forces. 1950 war er Flügeladjutant von George VI.
Von 1954 bis 1964 war Steele Präsident des Army Benevolent Fund. 1966 wurde er Chairman of the Executive Committee of the Privy Council of Northern Ireland Somme committee.
Zuletzt lebte er in Blandford Forum, Dorset.

## Auszeichnungen und Ehrungen
- CB 1943
- KCB 1949
- GCB 1950
- KBE 1946[1]
- Honorary LL.D. (Ehrendoktor) der Queen’s University, Belfast 1947
- Colonel Commandant der Royal Ulster Rifles 1947 bis 1957

## Familie
Steele war mit Janet Gibson Gordon verheiratet und hatte zwei Töchter.